# Oorlogsgod
Een oorlogsgod is een god die instaat voor aanvang en verloop van oorlog. Als men een oorlog wilde winnen offerde men aan de oorlogsgod.
Voorbeelden van oorlogsgoden:
- Guan Yu (daoïstische mythologie)
- Mars (Romeinse mythologie)
- Enyalios en Ares (Griekse mythologie)
- Týr (noordse mythologie)
- Tiwaz (Germaanse mythologie)
- Mentoe en Wepwawet (Egyptische mythologie)
- Zababa (Hettitische mythologie)
- Morrigan (Ierse mythologie)

## Oorlogsgodinnen
- Brigantia
- Pallas Athena
- Morrigan
- Enyo